# Bahrains Grand Prix 2022
Bahrains Grand Prix 2022, officiellt Formula 1 Gulf Air Bahrain Grand Prix 2022, var ett Formel 1-lopp som kördes den 20 mars 2022 på Bahrain International Circuit i Bahrain. Det var det första loppet ingående i Formel 1-säsongen 2022 och kördes över 57 varv.

## Bakgrund
De officiella försäsongstesterna för Formel 1 säsongen 2022 ägde också de rum på Bahrain International Circuit den 10-12 mars.
Max Verstappen, den regerande världsmästaren, kom tvåa i 2021 års upplaga av Bahrains Grand Prix medan Lewis Hamilton vann.
Sebastian Vettel för Aston Martin testade positivt för covid-19 och ersätts av Nico Hülkenberg i säsongens första lopp.

### Däck
Pirelli tilldelade däckföreningarna C1, C2 och C3, (betecknade hårda, medelhårda respektive mjuka) 

## Träning
Pierre Gasly för AlphaTauri var snabbast i det första träningspasset med de två Ferrari-förarna Charles Leclerc och Carlos Sainz, Jr. tätt bakom.
Max Verstappen för Red Bull var snabbast i det andra och det tredje träningspasset.

## Kvalet
Charles Leclerc för Ferrari tog pole position följt av Red Bulls Max Verstappen på andraplats följt av Carlos Sainz, Jr. för Ferrari.
Anmärkningsvärt resultat i kvalet är att Ferrari-motorer har förbättrats väsentligt jämfört med förra säsongen och Mercedes-motorer presterar sämre. Haas lyckades kvala in i den tredje kvalrundan för första gången på tre säsonger med Kevin Magnussen. 
| Pos.                    | Nr. | Förare            | Konstruktör           | Kvaltider | Kvaltider | Kvaltider | Start- grid |
| Pos.                    | Nr. | Förare            | Konstruktör           | Q1        | Q2        | Q3        | Start- grid |
| ----------------------- | --- | ----------------- | --------------------- | --------- | --------- | --------- | ----------- |
| 1                       | 16  | Charles Leclerc   | Ferrari               | 1:31,471  | 1:30,932  | 1:30,558  | 1           |
| 2                       | 1   | Max Verstappen    | Red Bull              | 1:31,785  | 1:30,757  | 1:30,681  | 2           |
| 3                       | 55  | Carlos Sainz, Jr. | Ferrari               | 1:31,567  | 1:30,787  | 1:30,687  | 3           |
| 4                       | 11  | Sergio Pérez      | Red Bull              | 1:32,311  | 1:31,008  | 1:30,921  | 4           |
| 5                       | 44  | Lewis Hamilton    | Mercedes              | 1:32,285  | 1:31,048  | 1:31,238  | 5           |
| 6                       | 77  | Valtteri Bottas   | Alfa Romeo-Ferrari    | 1:31,919  | 1:31,717  | 1:31,560  | 6           |
| 7                       | 20  | Kevin Magnussen   | Haas-Ferrari          | 1:31,955  | 1:31,461  | 1:31,808  | 7           |
| 8                       | 14  | Fernando Alonso   | Alpine-Renault        | 1:32,346  | 1:31,621  | 1:32,195  | 8           |
| 9                       | 63  | George Russell    | Mercedes              | 1:32,269  | 1:31,252  | 1:32,216  | 9           |
| 10                      | 10  | Pierre Gasly      | Alpha Tauri           | 1:32,096  | 1:31,635  | 1:32,338  | 10          |
| 11                      | 31  | Esteban Ocon      | Alpine-Renault        | 1:32,041  | 1:31,782  | N/A       | 11          |
| 12                      | 47  | Mick Schumacher   | Haas-Ferrari          | 1:32,380  | 1:31,998  | N/A       | 12          |
| 13                      | 4   | Lando Norris      | McLaren-Mercedes      | 1:32,239  | 1:32,008  | N/A       | 13          |
| 14                      | 23  | Alexander Albon   | Williams-Mercedes     | 1:32,726  | 1:32,664  | N/A       | 14          |
| 15                      | 24  | Zhou Guanyu       | Alfa Romeo-Ferrari    | 1:32,493  | 1:33,543  | N/A       | 15          |
| 16                      | 22  | Yuki Tsunoda      | Alpha Tauri           | 1:32,750  | N/A       | N/A       | 16          |
| 17                      | 27  | Nico Hülkenberg   | Aston Martin-Mercedes | 1:32,777  | N/A       | N/A       | 17          |
| 18                      | 3   | Daniel Ricciardo  | McLaren-Mercedes      | 1:32,945  | N/A       | N/A       | 18          |
| 19                      | 18  | Lance Stroll      | Aston Martin-Mercedes | 1:33,032  | N/A       | N/A       | 19          |
| 20                      | 6   | Nicholas Latifi   | Williams-Mercedes     | 1:33,634  | N/A       | N/A       | 20          |
| 107 %-gränsen: 1:37,873 |     |                   |                       |           |           |           |             |
| Källor:                 |     |                   |                       |           |           |           |             |

## Loppet
Charles Leclerc för Ferrari vann loppet följt av stallkamraten Carlos Sainz, Jr. med Lewis Hamilton för Mercedes på tredje plats.
Max Verstappen för Red Bull fick problem med bränslepumpen vilket ledde till att han var tvungen att bryta loppet med endast tre varv kvar efter att ha legat på andraplats. Stallkamraten Sergio Pérez tappade motorn av samma anledning i första kurvan på sista varvet, vilket ledde till att bilen snurrade och han gick från tredje plats till utanför poängplatserna för att sedermera bryta loppet.
Valtteri Bottas som tidigare körde för Mercedes, nu för Alfa Romeo, lyckades ta poäng i sitt första lopp med sitt nya stall. Likaså gjorde Zhou Guanyu som gjorde debut i Formel 1 vid detta lopp.
Båda McLaren-förarna Daniel Ricciardo och Lando Norris kom utanför poängplatserna vilket var en besvikelse för stallet som slutade fyra i konstruktörsmästerskapet förra säsongen.
Kevin Magnussen för Haas gjorde återkomst till Formel 1 efter att ha varit borta en säsong. I sitt första lopp tog Magnussen poäng med en femte plats vilket placerade Haas på tredje plats i konstruktörsmästerskapet. Stallkamraten Mick Schumacher kom precis utanför poängplatserna.
| Pos.                                                             | Nr. | Förare            | Konstruktör           | Varv | Tid/Bröt    | Grid | Poäng |
| ---------------------------------------------------------------- | --- | ----------------- | --------------------- | ---- | ----------- | ---- | ----- |
| 1                                                                | 16  | Charles Leclerc   | Ferrari               | 57   | 1:37:33.584 | 1    | 261   |
| 2                                                                | 55  | Carlos Sainz, Jr. | Ferrari               | 57   | +5.598s     | 3    | 18    |
| 3                                                                | 44  | Lewis Hamilton    | Mercedes              | 57   | +9.675s     | 5    | 15    |
| 4                                                                | 63  | George Russell    | Mercedes              | 57   | +11.211s    | 9    | 12    |
| 5                                                                | 20  | Kevin Magnussen   | Haas-Ferrari          | 57   | +14.754s    | 7    | 10    |
| 6                                                                | 77  | Valtteri Bottas   | Alfa Romeo-Ferrari    | 57   | +16.119s    | 6    | 8     |
| 7                                                                | 31  | Esteban Ocon      | Alpine-Renault        | 57   | +19.423s    | 11   | 6     |
| 8                                                                | 22  | Yuki Tsunoda      | Alpha Tauri           | 57   | +20.386s    | 16   | 4     |
| 9                                                                | 14  | Fernando Alonso   | Alpine-Renault        | 57   | +22.390s    | 8    | 2     |
| 10                                                               | 24  | Zhou Guanyu       | Alfa Romeo-Ferrari    | 57   | +23.064s    | 15   | 1     |
| 11                                                               | 47  | Mick Schumacher   | Haas-Ferrari          | 57   | +32.574s    | 12   |       |
| 12                                                               | 18  | Lance Stroll      | Aston Martin-Mercedes | 57   | +45.873s    | 19   |       |
| 13                                                               | 23  | Alexander Albon   | Williams-Mercedes     | 57   | +53.932s    | 14   |       |
| 14                                                               | 3   | Daniel Ricciardo  | McLaren-Mercedes      | 57   | +54.975s    | 18   |       |
| 15                                                               | 4   | Lando Norris      | McLaren-Mercedes      | 57   | +56.335s    | 13   |       |
| 16                                                               | 6   | Nicholas Latifi   | Williams-Mercedes     | 57   | +61.795s    | 20   |       |
| 17                                                               | 27  | Nico Hülkenberg   | Aston Martin-Mercedes | 57   | +63.829s    | 17   |       |
| 182                                                              | 11  | Sergio Pérez      | Red Bull              | 56   | DNF         | 4    |       |
| 192                                                              | 1   | Max Verstappen    | Red Bull              | 54   | DNF         | 2    |       |
| DNF                                                              | 10  | Pierre Gasly      | Alpha Tauri           | 44   | DNF         | 10   |       |
| Snabbaste varvet: Charles Leclerc (Ferrari) – 1:34,570 (varv 51) |     |                   |                       |      |             |      |       |
| Källor:                                                          |     |                   |                       |      |             |      |       |

Noter
- ^1  – Inkluderar en poäng för snabbaste varvet.
- ^2  – Sergio Pérez och Max Verstappen klassificerades eftersom de kört färdigt mer än 90% av racedistansen.

## Ställning i mästerskapet efter loppet
| Pos. | Förare            | Poäng |
| ---- | ----------------- | ----- |
| 1 ▬  | Charles Leclerc   | 26    |
| 2 ▬  | Carlos Sainz, Jr. | 18    |
| 3 ▬  | Lewis Hamilton    | 15    |
| 4 ▬  | George Russell    | 12    |
| 5 ▬  | Kevin Magnussen   | 10    |

| Pos. | Konstruktör    | Poäng |
| ---- | -------------- | ----- |
| 1 ▬  | Ferrari        | 44    |
| 2 ▬  | Mercedes       | 27    |
| 3 ▬  | Haas F1 Team   | 10    |
| 4 ▬  | Alfa Romeo     | 9     |
| 5 ▬  | Alpine-Renault | 8     |

- Notering: Endast de fem bästa placeringarna i vardera mästerskap finns med på listorna.